# Bothvidus Nicolai Gothovius
Bothvidus Nicolai Gothovius, född i juli 1590 i S:t Laurentii församling, Östergötland, död 1688, var en svensk präst.

## Biografi
Bothvidus Gothovius föddes 1590 i S:t Laurentii församling, Söderköping. Han blev 1615 student vid Uppsala universitet och prästvigdes 5 juli 1616. Gothovius blev 1625 kyrkoherde i Skällviks församling och blev 1635 kyrkoherde i Västra Eds församling. Han var riksdagsman vid riksdagen 1644 och blev 1653 prost. Gothovius avsattes som kyrkoherde och återinsattes 1657. Han avled 1688.

### Familj
Gothovius gifte sig första gången med Ingrid Gylta (död 1636), dotter till lagmannen Bengt Gylta och Ingeborg Krumme. Ingrid Gylta var änka efter Åke Åkesson (Soop). Gothovius och Gylta fick tillsammans barnen rektorn Esbernus Gothovius (död 1666) vid Söderköpings trivialskola, studenten Carolus Gothovius (född 1631), Johan Gothovius och Nicolaus Gothovius (död 1640).

Gothovius gifte sig andra gången med en okänd kvinna och tredje gången 1677 med Elisabet Raals dotter, dotter till kyrkoherden i Skedevi församling. Elisabet Raalsdotter var änka efter en komminister.